# کارلینگتون
کارلینگتون (انگلیسی: Carlington) محله‌ای است که در ریور وارد در انتهای غربی اتاوا، انتاریو، کانادا واقع شده‌است.